# Tampax
Tampax ist eine Marke für Tampons und gehört zum US-amerikanischen Konzern Procter & Gamble.

## Geschichte
Sowohl die Marke als auch das Produkt wurden von Earle Haas erfunden, der 1931 ein Patent anmeldete. Es gelang ihm jedoch nicht, jemanden für seine Erfindung zu interessieren, worauf er am 16. Oktober 1933 das Patent und die Marke für 32.000 Dollar an Gertrude Tendrich, eine Geschäftsfrau aus Denver, verkaufte. Sie gründete das Unternehmen unter dem Namen „Tampax“ und war dessen erste Präsidentin. Tendrich produzierte ihre ersten Tampax-Tampons zuhause, mit einer Nähmaschine und Haas’ Stampfmaschine. Tampons nach dem Entwurf von Haas wurden erstmals 1936 in den USA verkauft. Die  Tampons waren von Anfang an biologisch abbaubar.
Ab 1937 arbeitete Tampax mit der Werbeagentur McCann Erickson zusammen und 1949 erschienen Anzeigen in mehr als 50 Magazinen. In den 1930er und 1940er Jahren wählte Tampax Sportlerinnen als Markenbotschafterinnen.
Während des Zweiten Weltkrieges stellte Tampax große Mengen an Wundauflagen für das Militär her. In der Unternehmensgeschichte war der Großteil der Belegschaft weiblichen Geschlechts. Finanziell unabhängig und schuldenfrei, belegte Tampax Platz 4 auf der Fortune 500-Liste für die Eigenkapitalrendite.
Tampax legte 1945 eine Reihe von medizinischen Studien vor, um die Sicherheit von Tampons nachzuweisen.
Tampax war über 50 Jahre ein unabhängiges Unternehmen mit Sitz in Palmer, Massachusetts und Hauptsitz in New York City. Das 1984 in Tambrands, Inc. umbenannte Unternehmen wurde 1997 von Procter & Gamble gekauft. Tampax ist in über 100 Ländern erhältlich; in Deutschland und Österreich findet kein Vertrieb statt.